# Martin Morgenstern (Philosoph)
Martin Morgenstern (* 15. Dezember 1953 in Niederkirchen) ist ein deutscher Philosoph und Sachbuchautor.

## Leben und Werk
Morgenstern studierte Philosophie und Germanistik in Heidelberg und Saarbrücken. Nach dem Referendariat arbeitete er als Lehrer beim Diakonischen Werk an der Saar. 1984 wurde er mit einer Studie über „Schopenhauers Philosophie der Naturwissenschaft“ promoviert, in der er die Bedeutung Schopenhauers für die moderne Wissenschaftstheorie untersuchte. Von 1992 bis 1998 war er Lehrbeauftragter an der Universität des Saarlandes. Seit 2002 arbeitet er im Schuldienst des Landes Rheinland-Pfalz.
Seit den 1990er Jahren veröffentlichte Morgenstern mit Robert Zimmer Einführungen und Lehrwerke zur Philosophie und ihrer Geschichte sowie biographische Arbeiten zu Karl Popper und Hans Albert, den beiden Hauptvertretern des Kritischen Rationalismus. Er widmete Nicolai Hartmann zwei einführende Bücher und gab die nachgelassenen Hartmann-Manuskripte des in der DDR verfolgten Marxisten Wolfgang Harich heraus. Einen Überblick über die wichtigsten Strömungen der Metaphysik im 19. und 20. Jahrhundert legte Morgenstern 2008 in seinem Buch Metaphysik in der Moderne vor. Morgenstern ist Mitherausgeber der philosophischen Zeitschrift Aufklärung und Kritik.

## Ausgewählte Publikationen
- Mit Robert Zimmer: Die Großen Fragen. Eine Geschichte philosophischer Probleme im Überblick, Reclam, Philipp, jun. GmbH, Verlag (1. Juni 2011), ISBN 3-15-020216-7.
- Mit Robert Zimmer (Hrsg.): Gespräche mit Hans Albert, LIT-Verlag, Münster 2011, ISBN 978-3-643-10957-6.
- Metaphysik in der Moderne. Von Schopenhauer bis zur Gegenwart, Franz Steiner, Stuttgart 2008, ISBN 978-3-515-09228-9.
- Mit Robert Zimmer: Karl Popper, dtv, München 2002, ISBN 3-423-31060-X.
- Nicolai Hartmann zur Einführung, Junius, Hamburg 1997, ISBN 3-88506-942-3.
- Schopenhauers Philosophie der Naturwissenschaft, Bouvier, Bonn 1985, ISBN 3-416-01882-6.